# Peponactis aequatorialis
Peponactis aequatorialis är en korallart som beskrevs av van Beneden 1897. Peponactis aequatorialis ingår i släktet Peponactis och familjen Cerianthidae. Inga underarter finns listade i Catalogue of Life.